# Szivárvány-vízesés

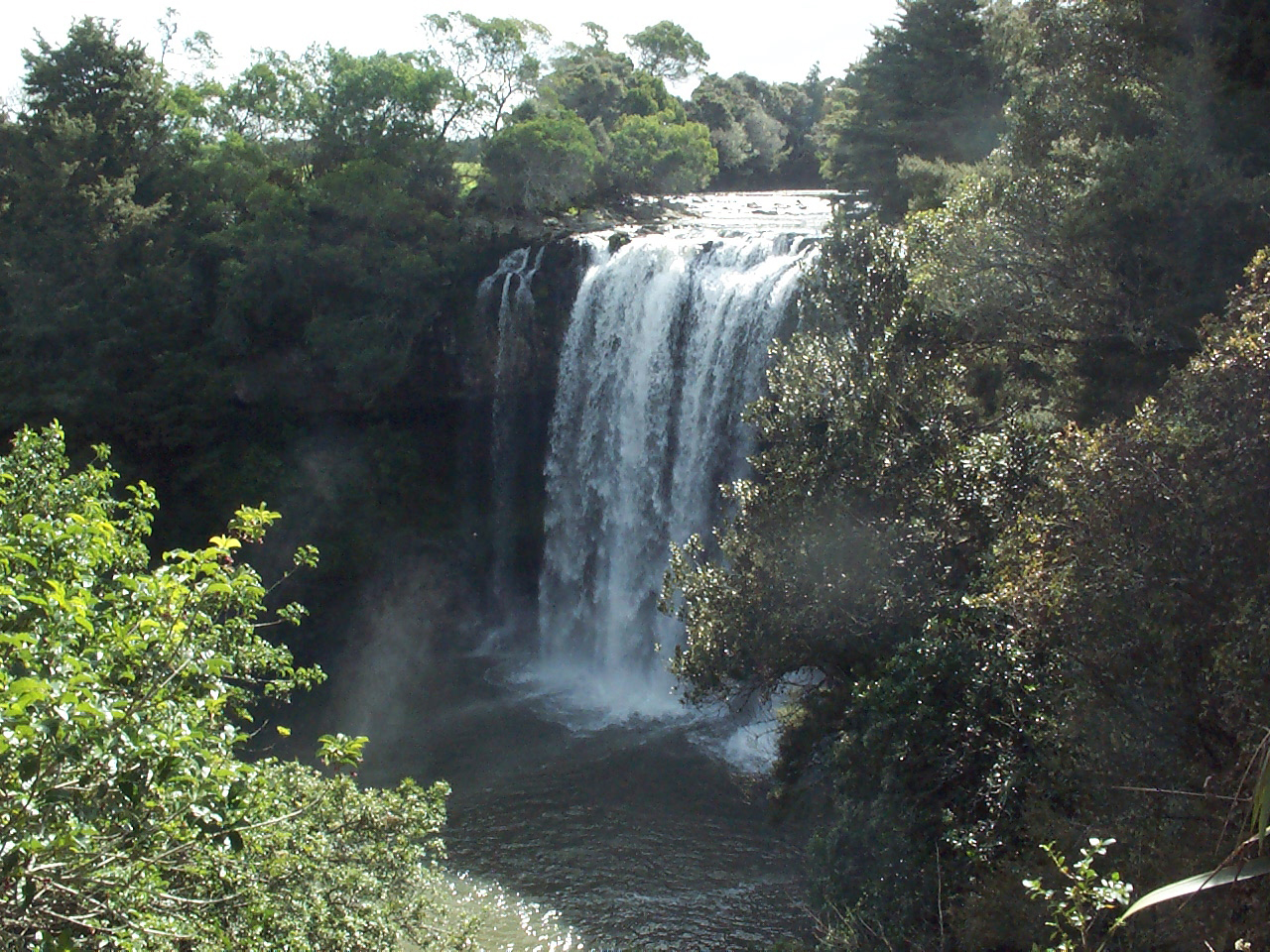
Az új-zélandi Szivárvány-vízesés

A Szivárvány-vízesés, vagy maori nevén Waianiwaniwa Új-Zélandon található a Kerikeri-folyón, Kerikeri városka közelében. Új-Zéland többi vízesésével ellentétben ez a vízesés nem csak a könnyen erodálható kőzetrétegbe vágott utat magának, hanem a keményebb bazaltréteg melletti lágyabb üledékes kőzetbe is. A vízesés akkor keletkezett, amikor a víz utat talált magának az üledékes kőzetben.
A 27 méteres magasságból aláhulló vízesés népszerű a turisták körében és az új-zélandi környezetvédelmi hivatal védelme alatt áll.
A vízeséshez a Rainbow Falls Walk sétaút vezet, melyet a mindössze 3,5 km hosszú Kerikeri River Track sétaúton keresztül lehet megközelíteni. A Kerikeri River Track sétaút a Kerikeri-folyó vízgyűjtőterületén halad keresztül, érintve Kerikeri városának történelmi építészeti emlékeit is, mint például a Stone Store, a Mission House, a St. James-templom és a Rewa's Village. A sétaút a folyó északi partja mentén fut egy természetes kiviélőhelyen, illetve több fiatal kauri és totaraligeten.

## Fordítás
- Ez a szócikk részben vagy egészben  a   Rainbow Falls (Waianiwaniwa) című angol Wikipédia-szócikk ezen változatának fordításán alapul.  Az eredeti cikk szerkesztőit annak laptörténete sorolja fel. Ez a jelzés csupán a megfogalmazás eredetét és a szerzői jogokat jelzi, nem szolgál a cikkben szereplő információk forrásmegjelöléseként.